# Canby (Minnesota)
Canby ist eine Kleinstadt (mit dem Status „City“) im Yellow Medicine County im Südwesten des US-amerikanischen Bundesstaates Minnesota. Das U.S. Census Bureau hat bei der Volkszählung 2020 eine Einwohnerzahl von 1.695 ermittelt.

## Geografie
Canby liegt auf 44°42′32″ nördlicher Breite und 96°16′35″ westlicher Länge und erstreckt sich über 5,7 km².
Benachbarte Orte von Canby sind Madison (36,7 km nördlich), Porter (12,3 km südöstlich), Ivanhoe (29 km südlich) und Gary in Süd-Dakota (22,7 km nordwestlich).
Die nächstgelegenen größeren Städte sind Minneapolis (264 km östlich), Minnesotas Hauptstadt Saint Paul (280 km in der gleichen Richtung), Rochester (341 km ostsüdöstlich), Sioux Falls in South Dakota (155 km südwestlich) und Fargo in North Dakota (266 km nördlich).

## Verkehr
In Canby kreuzen der U.S. Highway 75 und die Minnesota State Route 68. Alle weiteren Straßen sind untergeordnete Landstraßen, teils unbefestigte Fahrwege oder innerstädtische Verbindungsstraßen.
Der Canby Municipal Airport befindet sich im Norden des Stadtgebiets von Canby. Der nächste Großflughafen ist der Minneapolis-Saint Paul International Airport (262 km östlich).

## Demografische Daten
Nach der Volkszählung im Jahr 2010 lebten in Canby 1795 Menschen in 792 Haushalten. Die Bevölkerungsdichte betrug 314,9 Einwohner pro Quadratkilometer. In den 792 Haushalten lebten statistisch je 2,11 Personen.
Ethnisch betrachtet setzte sich die Bevölkerung zusammen aus 97,9 Prozent Weißen, 0,3 Prozent Afroamerikanern, 0,1 Prozent (eine Person) amerikanischen Ureinwohnern, 0,3 Prozent Asiaten sowie 0,8 Prozent aus anderen ethnischen Gruppen; 0,7 Prozent stammten von zwei oder mehr Ethnien ab. Unabhängig von der ethnischen Zugehörigkeit waren 2,4 Prozent der Bevölkerung spanischer oder lateinamerikanischer Abstammung.
19,6 Prozent der Bevölkerung waren unter 18 Jahre alt, 52,2 Prozent waren zwischen 18 und 64 und 28,2 Prozent waren 65 Jahre oder älter. 52,1 Prozent der Bevölkerung war weiblich.

Das mittlere jährliche Einkommen eines Haushalts lag bei 42.898 USD. Das Pro-Kopf-Einkommen betrug 21.432 USD. 21,5 Prozent der Einwohner lebten unterhalb der Armutsgrenze.